# Garrebourg
Garrebourg és un municipi francès, situat al departament del Mosel·la i a la regió del Gran Est. L'any 2007 tenia 500 habitants.

## Demografia

### Població
El 2007 la població de fet de Garrebourg era de 500 persones. Hi havia 200 famílies, de les quals 58 eren unipersonals (31 homes vivint sols i 27 dones vivint soles), 58 parelles sense fills, 69 parelles amb fills i 15 famílies monoparentals amb fills.
La població ha evolucionat segons el següent gràfic:
Habitants censats

### Habitatges
El 2007 hi havia 247 habitatges, 202 eren l'habitatge principal de la família, 27 eren segones residències i 18 estaven desocupats. 235 eren cases i 12 eren apartaments. Dels 202 habitatges principals, 177 estaven ocupats pels seus propietaris, 15 estaven llogats i ocupats pels llogaters i 10 estaven cedits a títol gratuït; 1 tenia una cambra, 6 en tenien dues, 19 en tenien tres, 45 en tenien quatre i 131 en tenien cinc o més. 176 habitatges disposaven pel capbaix d'una plaça de pàrquing. A 81 habitatges hi havia un automòbil i a 90 n'hi havia dos o més.

### Piràmide de població
La piràmide de població per edats i sexe el 2009 era:
| Homes | Edats   | Dones |
| ----- | ------- | ----- |
| 0     | 95 o +  | 0     |
| 0     | 90 a 94 | 0     |
| 0     | 85 a 89 | 8     |
| 4     | 80 a 84 | 8     |
| 12    | 75 a 79 | 12    |
| 16    | 70 a 74 | 12    |
| 20    | 65 a 69 | 8     |
| 4     | 60 a 64 | 12    |
| 12    | 55 a 59 | 4     |
| 12    | 50 a 54 | 24    |
| 20    | 45 a 49 | 20    |
| 28    | 40 a 44 | 20    |
| 32    | 35 a 39 | 16    |
| 28    | 30 a 34 | 24    |
| 12    | 25 a 29 | 4     |
| 4     | 20 a 24 | 12    |
| 20    | 15 a 19 | 16    |
| 8     | 10 a 14 | 24    |
| 16    | 5 a 9   | 4     |
| 8     | 0 a 4   | 16    |

## Economia
El 2007 la població en edat de treballar era de 320 persones, 220 eren actives i 100 eren inactives. De les 220 persones actives 201 estaven ocupades (117 homes i 84 dones) i 20 estaven aturades (10 homes i 10 dones). De les 100 persones inactives 37 estaven jubilades, 16 estaven estudiant i 47 estaven classificades com a «altres inactius».

### Ingressos
El 2009 a Garrebourg hi havia 207 unitats fiscals que integraven 520 persones, la mediana anual d'ingressos fiscals per persona era de 16.917 €.

### Activitats econòmiques
Dels 13 establiments que hi havia el 2007, 1 era d'una empresa de fabricació d'altres productes industrials, 5 d'empreses de construcció, 1 d'una empresa de comerç i reparació d'automòbils, 3 d'empreses d'hostatgeria i restauració, 1 d'una empresa financera i 2 d'empreses classificades com a «altres activitats de serveis».
Dels 7 establiments de servei als particulars que hi havia el 2009, 1 era una oficina bancària, 1 paleta, 1 lampisteria, 3 electricistes i 1 restaurant.
L'únic establiment comercial que hi havia el 2009 era una sabateria.
L'any 2000 a Garrebourg hi havia 7 explotacions agrícoles.

## Equipaments sanitaris i escolars
El 2009 hi havia una escola elemental integrada dins d'un grup escolar amb les comunes properes formant una escola dispersa.

## Poblacions més properes
El següent diagrama mostra les poblacions més properes.